# حسونة سليم
حسونة ياسر حسونة سليم (1995-2023) هو صحفي فلسطيني، ولد في مدينة غزة. حصل على درجة البكالوريوس في الصحافة والإعلام من جامعة الأقصى. عمل صحافياً في وكالة القدس نيوز منذ عام 2012. كان ناشطاً على مواقع التواصل الإجتماعي ومن أبرز رسائله على حسابه بتويتر: “أن نَمشي معاً في شوارِع القدس هذِه أمنية لن أتخلى عنها أبدا".
كان من المفترض أن يحتفل بزفافه في ديسمبر القادم وفي فيديو تم تناقله لوالدته وهي تودعه تقول: "أحلى عرس وأحلى زفة إلك يمه.. طلبتها ونلتها.. والشهيد حبيب الله.. أحلى صحفي يالدنيا يمه".
أُغتيل هو وصديقه الصحفي ساري منصور "مدير عام وكالة قدس نيوز" في 18 نوفمبر 2023 خلال ضربةٍ جوية نفذتها القوات الجوية الإسرائيلية على منزله الكائن في مخيم البريج جنوب مدينة غزة، وذلك خلال الرد الإسرائيلي على عملية طوفان الأقصى.